# Charles Nevott
Charles Nevott (Santa Fe, provincia de Santa Fe, 20 de febrero de 1944) es un pintor argentino. Realizó estudios libres de bellas artes en Argentina (Escuela de Bellas Artes de Santa Fe) y Brasil (Escola de Belas Artes do Río de Janeiro). Se dedica principalmente a la pintura y a la confección de máscaras, siendo reconocido internacionalmente sobre todo en Latinoamérica. Su obra figura en Le Bénézit (Dictionnaire des peintres, sculpteurs, dessinateurs et graveurs) y en el Commanducci (Dizionario Universale delle Belle Arti).

## El arte de Nevott
La característica principal de la obra artística de Nevott es la afinidad con el neoexpresionismo y el fovismo. El artista se empeña en un revivalismo de los postulados e ideas del histórico grupo Der Blaue Reiter. Su pintura, valiéndose de zonas amplias de color, de fuertes contrastes, de un colorido plano y un entorno de fantasías, construye sus temas libremente para luego unirlos con un contorno oscuro con que busca comunicar su emoción. Sus cuadros de rostros humanos están hechos con trazos dinámicos y acertados contrastes de color. Ante elementos y cosas como un vaso de cristal, una tetera, una mandolina, una flor, él integra un bodegón, una naturaleza estática.
De entre sus principales muestras se destacan "Una manera de ver" (en el Instituto Nacional de Arte y Cultura - INAC, Panamá City, Panamá, 2001) y "Apuntes de viaje" (Chacabuco, Argentina, 2009, y otros sitios). La más reciente exposición de su obra ocurrió en el Bistro Personalli (Travessa dos Venezianos, 25), en la ciudad de Porto Alegre, Río Grande do Sul, Brasil, en julio y agosto de 2011.
Una breve presentación de su obra se encuentra en el libro "Épocas del Trópico. Pinturas del período 1980-2002" y en artículo del periódico El Siglo (ahora El Nuevo Siglo), de Bogotá, 4 de mayo de 1986, página 8-B, por Rodolfo Gutiérrez Gómez. 

## Referencias

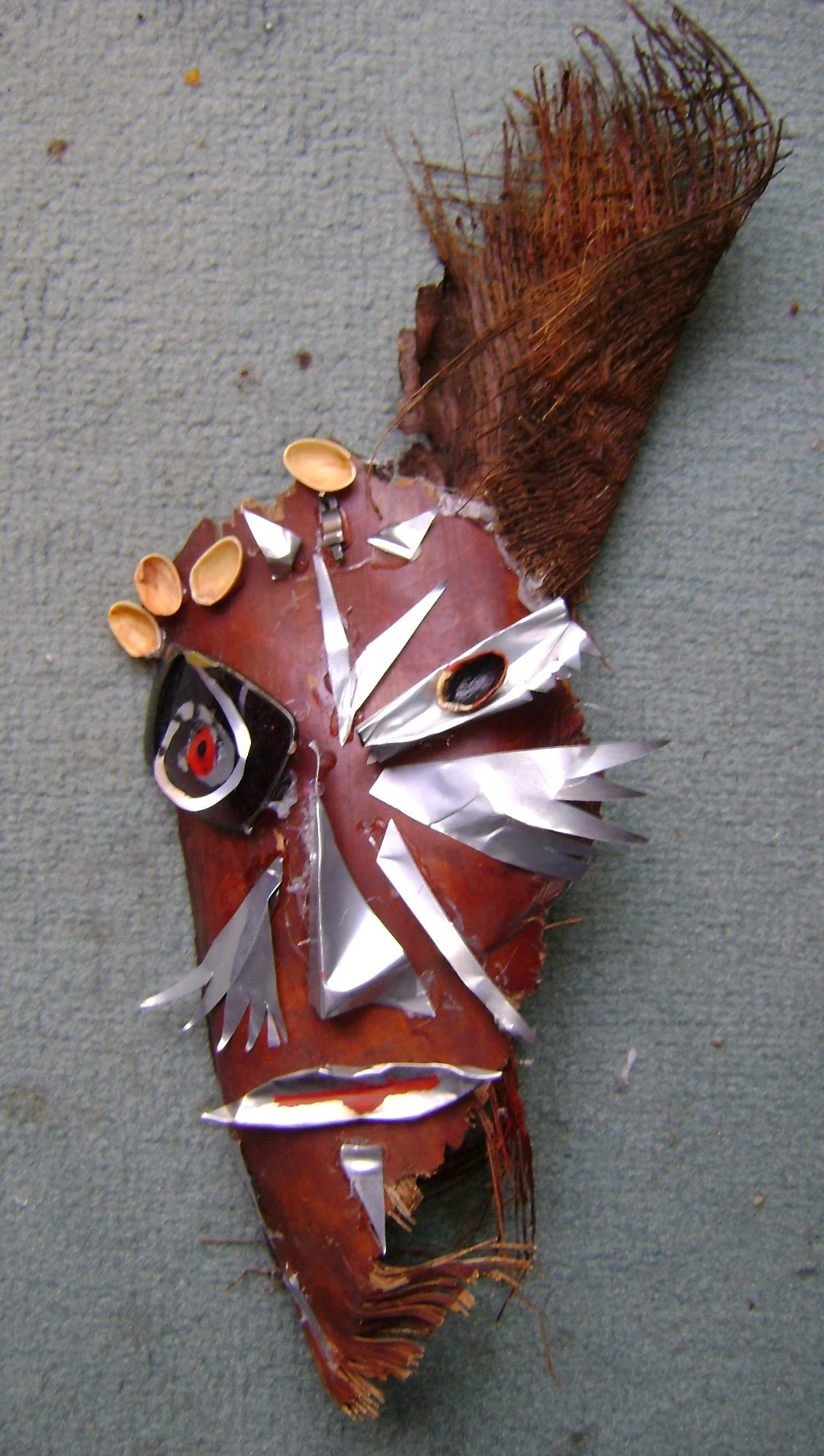
Nevott: Máscara (Porto Alegre, junio de 2011)